# Lindsey Collen
Lindsey Collen (Mqanduli, Umtata, Transkei, 1948) es una novelista y activista de Mauricio ganadora del Commonwealth Writers' Prize al mejor libro en 1994 y 2005.
Nacida en Sudáfrica vive en Mauricio.
Está casada con Ram Seegobin. Su trabajo ha aparecido en el  New Internationalist. y es miembro de Lalit de klas.

## Obra
- There is a tide, Ledikasyon pu Travayer, 1990
- 'The Rape of Sita, 'Feminist Press,1993
- Getting rid of it,  Granta Books, 1997
- Komye fwa mo finn trap enn pikan ursen, Ledikasyon pu travayer, 1997
- Natir imin: Mauritian Creole & English versions, Ledikasyon pu travayer, 2000
- Mutiny,  Bloomsbury, 2001
- Boy, Bloomsbury, 2004
- The malaria man & her neighbours, LPT, 2010